# Museu Histórico de Londrina
O Museu Histórico de Londrina Padre Carlos Weiss é um órgão suplementar da Universidade Estadual de Londrina (UEL). Sua sede atual, o prédio da segunda estação ferroviária da cidade, se localiza no centro da cidade de Londrina, Paraná
. 

## História
O Museu Histórico de Londrina Padre Carlos Weiss foi inaugurado no dia 18 de setembro de 1970, na antiga Faculdade de Filosofia, Ciências e Letras de Londrina. A partir de 1974, o museu é anexado à UEL como órgão suplementar, estando vinculado ao Centro de Letras e Ciências Humanas da universidade.
Em 10 de dezembro de 1986 o museu passa a ocupar o prédio que outrora pertencia à segunda estação ferroviária de Londrina, cedido pela Prefeitura. O edifício do hoje Museu Histórico apresenta linhas arquitetônicas caracteristicamente ecléticas.

## Dados técnicos
O museu possui 4 setores:
- Setor de Imagem e Som
- Setor de Objetos
- Setor de Biblioteca e Documentação (1.500 títulos)
- Setor de Exposições (Permanente e Temporária)

## Panorâmica

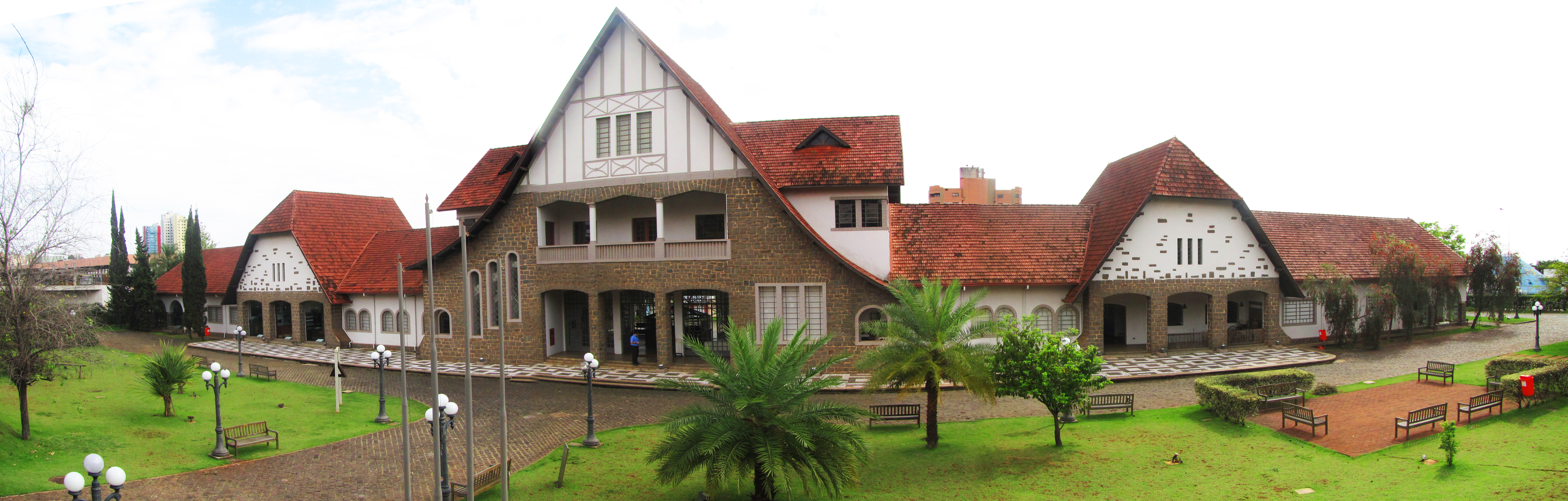
Panorâmica do Museu Histórico de Londrina.